# Айдаркен
Айдаркен (кирг. Айдаркен, Хайдаркен, Хайдаркан, кирг. Хайдаркен) — город в Кадамжайском районе Баткенской области Кыргызстана.
Город расположен на северных склонах Алайского хребта (хребет Эшме), на высоте 2000 метров над уровнем моря, в 45 км к юго-западу от города Кадамжай и в 83 километрах юго-западнее города Фергана.

## История
Айдаркен возник на месте киргизского селения в 1942 году как посёлок при ртутном руднике. В тюркских языках кан, кен, кон — рудник, копи; кирг. кен — «рудник», «копи», «прииск»; «полезные ископаемые», «руда».
Ртутные руды в Кыргызстане известны с древности. Наиболее важными из средневековых ртутных рудников в регионе были Хайдаркен (Хайдаркан) и Чаувай.
Ртутно-сурьмяное месторождение (месторождение киновари) Хайдаркен (Хайдаркан) открыто в 1914 году. Является крупнейшим в мире после ртутно-сурьмяного месторождения Альмаден в Испании.
В годы Великой Отечественной войны 1941—1945 годов на Хайдарканское ртутно-сурьмяное месторождение было перебазировано оборудование Никитовского ртутного комбината из Донецкой области Украинской ССР. Донецкая область с её Никитовским ртутным комбинатом, являвшимся в мирное время единственным поставщиком этого ценнейшего стратегического сырья, к концу 1941 году была оккупирована. В июле 1941 года было начато строительство металлургического комбината № 5 по производству ртути на участке 1150 га, принадлежавшим колхозам «Хайдаркен» и «Койташ» Бирликского сельсовета. В 1942 году был основан Хайдарканский ртутный комбинат под названием «Комбинат № 5». На долю гидротермальных месторождений Айдаркен, Новое, Чонкой (Чон-Кой, Улуг-Тоо) и Чаувай приходятся основные запасы ртутных руд, обеспечивающие устойчивую работу Хайдарканского ртутного комбината. Разведанные запасы составляют около 20 млн т руды. В 1990 году Хайдарканский ртутный комбинат производил 800 т ртути в год, в 2013 году — около 300 т ртути.
Законом Кыргызской Республики «О переименовании отдельных аильных и поселковых кенешей, посёлков городского типа и сёл Кадамжайского района Баткенской области Кыргызской Республики» № 228 от 28 декабря 2006 года посёлок городского типа Хайдаркен переименован в Айдаркен, который в 2012 году получил статус города.

## Население
В 2009 году в посёлке проживало 11 900 жителей. На 1 января 2017 года численность населения города составляла 11 400 человек.

## Достопримечательности
- На западной окраине города расположена пещера Сель-Ункур с многослойной стоянкой, известной археологическими находками. Найденные советскими археологами в 1980-х годах в пещере антропологические материалы (череп[17], зубы (3 верхних резца и 3 нижних премоляра[18]) и плечевая кость человека) были предположительно интерпретированы как принадлежащие человеку одной из архаичных эректоидных форм. Предложенная тогда же достаточно спорная датировка комплекса возрастом более 1 млн лет назад в свете последних данных не подтверждается[19]. Российскими исследователями зубы и плечевая кость датируются возрастом 126 тысяч лет[17].
- На памятнике Обишир-5 в 4 км от города Айдаркен археологи нашли несколько тысяч каменных орудий и украшений возрастом 8—10 тыс. л. н.[20]. Самый древний культурный слой в Обишире, содержащий сделанные ударным, а не отжимным способом орудия имеет возраст ок. 23 тыс. лет назад[21][22]. Исследование ДНК образцов Ovis aries из пещеры Обишир-5 показало, что в 6-м тысячелетии до н. э. эти экземпляры были домашними — их генетические линии находятся в пределах генетического разнообразия линий одомашненных овец. Анализ цемента неповреждённых зубов предполагает возможный пастбищный убой в осенний сезон[23]. Жившие в Обишире люди начали выпасать овец, коз и крупный рогатый скот по крайней мере 4300 лет назад[24][25].